# Impasse Crozatier
L’impasse Crozatier est une voie située dans le 12e arrondissement de Paris, en France.

## Origine du nom

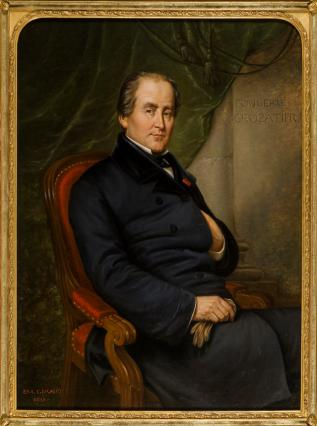
Charles Crozatier.

Cette voie porte le nom de Charles Crozatier (1795-1855), bronzier d'art, fondeur et mécène français, en raison de son voisinage avec la rue Crozatier.

## Historique
Cette voie est classée dans la voirie de Paris par arrêté du 25 août 1968.